# Super Magic Brothers FC
Super Magic Brothers Football Club w skrócie Super Magic Brothers FC – seszelski klub piłkarski, mający siedzibę w Victorii, grający niegdyś w pierwszej lidze seszelskiej. Do 2008 roku nosił nazwę Seychelles Marketing Board.

## Sukcesy
- I liga[1]:
  - wicemistrzostwo (1): 2007.

## Występy w afrykańskich pucharach
| Sezon | Rozgrywki           | Runda   | Kraj     | Klub             | Dom | Wyjazd | Dwumecz |
| ----- | ------------------- | ------- | -------- | ---------------- | --- | ------ | ------- |
| 2006  | Puchar Konfederacji | wstępna | Botswana | Township Rollers | 0–2 | 0–1    | 0–3     |

## Stadion
Domowe mecze klub rozgrywa na stadionie o nazwie Stadion Ludowy w Victorii, który może pomieścić 5000 widzów.